# Konrad Sikking
Konrad Sikking ('s-Hertogenbosch, 1 september 1998) is een Nederlands voetballer die als doelman voor FC Den Bosch speelt.

## Carrière
Na zes jaar Emplina speelde Konrad Sikking vanaf 2014 in de jeugd van FC Den Bosch. Daar werd hij in de zomer van 2017 naar het eerste elftal overgeheveld. Hij debuteerde echter pas op 27 oktober 2020. In de met 4-2 verloren uitwedstrijd in de KNVB-Beker tegen VVV-Venlo startte hij in de basis omdat eerste doelman Wouter van der Steen ontbrak vanwege een positieve Corona-test. In de Keuken Kampioen Divisie maakte hij vier dagen later, op 31 oktober 2020, zijn debuut in de met 0-0 gelijk gespeelde uitwedstrijd tegen Roda JC Kerkrade. Beiden keren maakte hij de 90 minuten vol.
Op 6 februari 2020 verlengde Sikking, toen nog derde doelman, zijn contract bij FC Den Bosch met twee jaar.
Vanaf seizoen 2020-2021 werd Sikking tweede doelman achter Wouter van der Steen. Aan het einde van het seizoen 2021-2022, op 9 mei, verlengde hij opnieuw zijn contract met twee jaar.
Sikking verdedigde op 3 maart 2023 het doel bij de recordnederlaag (13-0) van zijn club tegen PEC Zwolle.

### Statistieken
| Seizoen        | Club           | Competitie     | Competitie | Competitie | Beker | Beker | Totaal | Totaal |
| Seizoen        | Club           | Competitie     | Wed.       | Dlp.       | Wed.  | Dlp.. | Wed.   | Dlp.   |
| -------------- | -------------- | -------------- | ---------- | ---------- | ----- | ----- | ------ | ------ |
| 2017/18        | FC Den Bosch   | Eerste divisie | 0          | 0          | 0     | 0     | 0      | 0      |
| 2018/19        | FC Den Bosch   | Eerste divisie | 0          | 0          | 0     | 0     | 0      | 0      |
| 2019/20        | FC Den Bosch   | Eerste divisie | 0          | 0          | 0     | 0     | 0      | 0      |
| 2020/21        | FC Den Bosch   | Eerste divisie | 3          | 0          | 1     | 0     | 4      | 0      |
| 2021/22        | FC Den Bosch   | Eerste divisie | 0          | 0          | 0     | 0     | 0      | 0      |
| Carrièretotaal | Carrièretotaal | Carrièretotaal | 3          | 0          | 1     | 0     | 4      | 0      |

Bijgewerkt tot 1 november 2022